# 拉斯特罗
拉斯特罗是巴西帕拉伊巴州的一个市镇。总面积102.668平方公里，总人口3000人，人口密度29.2人/平方公里。